# Marco de Brix
Marco de Brix (Asunción, 10 de julio de 1963 - Asunción, 28 de junio de 2009) fue un cantante paraguayo que ha representado a su país en varios eventos internacionales. Tiene una destacada trayectoria en la interpretación musical folklórica e internacional.

## Infancia y juventud
Marco de Brix nació en Asunción, el 10 de julio de 1963.
Era hijo de César de Brix, también de renombrada trayectoria en el ámbito de la música en el Paraguay.
De muy pequeño, recibió instrucción de su propio padre, quien lo encaminaría a incursionar en el ámbito artístico musical y también en la interpretación actoral. Desde muy temprano, de la mano de su padre, se presentó en programas radiales, televisivos y en comedias musicales.
Según comentó él mismo, desde los siete años ya asistía a las presentaciones de su padre en el Teatro Municipal Ignacio A. Pane de Asunción, donde disfrutaba de las zarzuelas dirigidas por el maestro Neneco Norton, escondido en uno de los palcos del teatro.
Más tarde, tendría participación en la compañía de zarzuelas dirigidas por Don César de Brix, iniciándose con la presentación de la obra “El Arribeño”.

## Trayectoria
En el año 1983 representó al Paraguay en el Festival de la Organización de la Televisión Iberoamericana de la Canción (OTI), logrando ubicarse en el cuarto lugar en la competencia. Este evento se realizó en la ciudad de Washington, Estados Unidos.
Fue intérprete, junto a otros artistas de “Cara a Cara al Sol”: canción conmemorativa del 20° Aniversario del Canal 9 TV Cerro Corá, Cuya letra Corresponde a Mario Casartelli y Música a Antonio Medina Boselli.
Realizó giras por países europeos durante los años 1986 y 1987.
En el año 1988 representó nuevamente al Paraguay en el Festival OTI, esta vez realizado en la ciudad de Buenos Aires, Argentina. En esta oportunidad obtuvo el segundo puesto.
En el año 1990, con arreglos musicales del maestro Oscar Cardozo Ocampo y Emilio del Valle, grabó su primer disco en el que reproducía el tema musical con el que había representado al Paraguay en la OTI: “Soñaremos como ayer”.
Desde el año 1991 se desempeñó como conductor de programas de radio y televisión.
En el año 1993 tuvo a su cargo uno de los papeles protagónicos en la comedia musical “Chirito Aldama” escrita por Juan Bautista Rivarola Matto, presentada en el Teatro Municipal Ignacio A. Pane de Asunción.

## Su estilo
Dueño de una voz privilegiada, este cantante interpretaba variados estilos en su repertorio. Se destacó en el género melódico y las canciones del folklore latinoamericano y paraguayo. 
De carácter muy jovial, condujo programas de radio en los que se dedicaba principalmente a la difusión de la música y la cultura paraguaya.
Su interpretación vocal era muy solicitada en numerosos festivales que se realizaban tanto en la capital del país como en ciudades del interior.
Compartió escenarios con grandes exponentes de la música paraguaya y el teatro como: Oscar Barreto Aguayo, Ernesto Báez, Carlos Gómez y Los Compadres.
Forma parte de una joven generación de artistas paraguayos conformada por Lizza Bogado, Juan Cancio Barreto, el Grupo Sembrador, Rolando Chaparro entre otros.
Entre sus interpretaciones más destacadas figuran, dentro del repertorio nacional paraguayo:
- “Hekovia Techaga'u”, cuyo autor es Epifanio Méndez Fleitas. Esta obra fue escrita durante el exilio del músico.
- “Ange Pyhare”
- “Yo soy purahéi”
- “Maräpa reikuaase”
- “Paraguaya linda”
- “Paraguaya rohayhu”
- “Si supieras”
- “Mariposa para mí”
- “Guyra manchaite”.
- “Galopera”
- “Chipera Luque”
- “Regalo de Amor” de Mauricio Cardozo Ocampo.

En el ámbito del folklore internacional se destacan:
- “Volver” (tango argentino).
- “La Flor de la Canela” vals peruano de Chabuca Granda.
- “Sapo Cancionero”, zamba argentina que caracterizó a su padre, Don César de Brix

## Su familia
Marco era el menor de tres hermanos. El mayor, César Augusto de Brix de nacionalidad argentina, y Carlos de Brix, que falleció también de una afección cardiaca.
Estuvo casado con Carmen Solá, quien reside actualmente en Asunción.y sus padres

## Fallecimiento
En el mes de agosto de 2007, Marco de Brix fue operado de urgencia a causa de un desprendimiento de aorta. En aquel entonces, el médico que lo atendió, explicó que fue una operación delicada y complicada y pasó por condiciones críticas, sin embargo tuvo una recuperación muy favorable.
Al ingresar el viernes 26 de junio de 2009 al complejo médico La Costa de Asunción, el equipo médico le constató presión arterial elevada y dolor intenso en el pecho, por lo que se le practicó una angiotomografía contrastada de tórax y abdomen; estudio que arrojó como resultado una disección aguda de aorta tipo B.
El domingo 28 de junio, Marco se encontraba en la unidad de terapia intensiva. Cerca de las 8:20 (hora local), sufrió un ataque cardíaco sin poder superarlo. Falleció poco antes de las 08:30.

### Homenajes
- Una calle asuncena ubicada en la esquina de la Avenida Mariscal López lleva su nombre homónimo que se encuentra al costado del Club Olimpia de la cual el reconocido cantante que representaba a Paraguay en el Festival de la OTI era fanático de dicho equipo